# The Heart of Maryland (film fra 1921)
The Heart of Maryland er en amerikansk stumfilm fra 1921 af Tom Terriss.

## Medvirkende
- Catherine Calvert som Maryland Calvert
- Crane Wilbur som Alan Kendrick
- Felix Krembs som Fulton Thorpe
- Ben Lyon som Bob Telfair
- William Collier som Lloyd Calvert
- Warner Richmond som Tom Boone
- Bernard Siegel som Blount
- Henry Hallam som Kendrick
- Victoria White som Nanny McNair
- Marguerite Sanchez som Claiborne
- Jane Jennings